# Любен Владигеров
Любен Хараланов Владигеров е български цигулар. Брат близнак е на композитора Панчо Владигеров.

## Биография
Роден е на 12 март 1899 г. в Цюрих, Швейцария. Баща му Харалан Владигеров е юрист, а майка му Елиза Пастернак-Владигерова е лекар – гинеколог. Учи цигулка в Шумен при Велико Дюкменджиев, а от 1900 до 1911 г. в Частното музикално училище в София при Петко Наумов. През 1907 г. изнасят с Панчо първия си концерт – в читалище „Св. Архангел Михаил“ в Шумен.
С брат си печелят държавна стипендия, с която заминават за Берлин Там, от 1912 г., учи при А. Марто̀ във Висшето музикално училище. Същевременно взема частни уроци по цигулка при Хуберман. След завръщането си в България, от 1918 до 1921 г. отбива военната си служба в гвардейския оркестър, чийто диригент е маестро Георги Атанасов. През 1921 г. отново се завръща в Берлин и продължава обучението си при А. Фидеман и Г. Хавеман.
През 1925 г. става първият български цигулар, свирил в Моцартеума в Залцбург, където в съпровод с Виенската филхармония изпълнява Първи концерт за цигулка на брат си Панчо Владигеров. Изнася концерти в Германия, Полша, Унгария, Франция, Чехословакия, Швейцария. Работи като концертмайстор в „Дойчес театър“ на Макс Райнхард. С Панчо Владигеров гостуват всяко лято на Варненските музикални тържества. Връща се в България през 1933 г. и работи като концертмайстор в Народната опера в София до 1947 г.
След Деветосептемврийския преврат през 1944 г. се получава донос, че в голямата си фонотека има снимка на цар Фердинанд и плоча с реч на Адолф Хитлер. Поради това е арестуван и попада в затвора. С помощта на брат си Панчо успява да избегне съдебен процес. По-късно е капелмайстор на Сатиричния театър и изнася множество концерти. Умира през 1992 г. Негов син е цигуларят Владимир Владигеров (28 януари 1954 – 2 ноември 2010).